# IC 4556
IC 4556 ist eine elliptische Galaxie vom Hubble-Typ E im Sternbild Schlange am Nordsternhimmel. Sie ist schätzungsweise 468 Millionen Lichtjahre von der Milchstraße entfernt.
Das Objekt wurde am 24. Juli 1903 von Stéphane Javelle entdeckt.